# أمير بلاد فارس 3D
أمير بلاد فارس 3D (بالإنجليزية: Prince of Persia 3D)‏ هي لعبة فيديو ولعبة منصات ولعبة أكشن-مغامرات التي طورتها شركة راد أورب للترفيه. صدرة في سبتمبر 1999 على ويندوز.وأيضاَ على دريم كاست في نوفمبر 2000 تحت اسم أمير بلاد فارس: الليلة العربية (Prince of Persia: Arabian Nights).

## نظام اللعبة
وهي لعبة  مصنوعة تماما من تقية تلاثية الأبعاد ولكن حسب تقاليد السلسللات السابقة لللعبة، فهي تقدم تحريك الشخصيات مفصل.

## تطوير وتوزيع

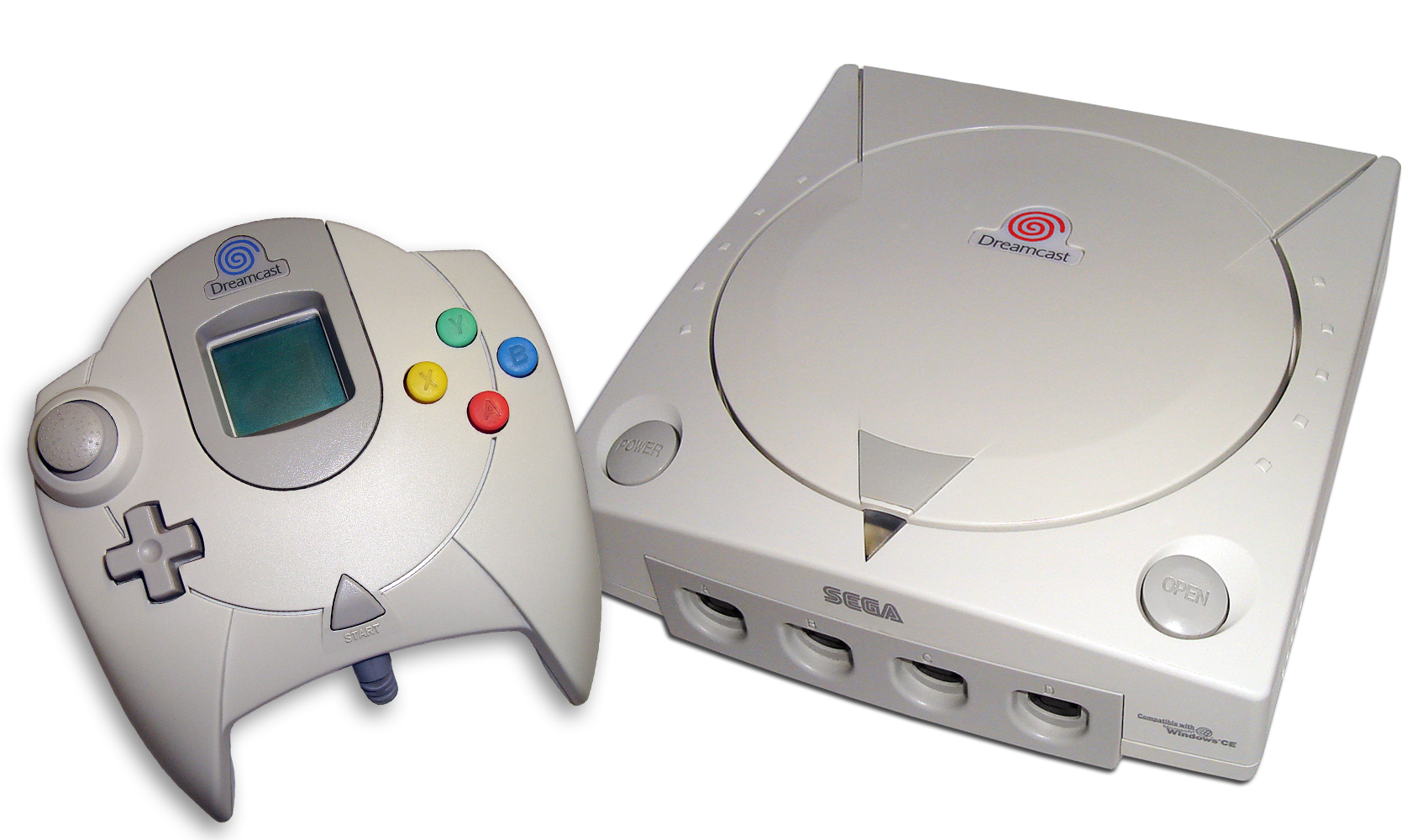
دريم كاست ووحدة تحكم الخاصة بها

تم تطوير أول حلقتين من أمير بلاد فارس من قبل برودربوند التي كتبها جوردن ميكنر. الحلقة الأولى أصدرة في 1989 أبل الثاني وبعد النجاح الكبير، حث تأتي الحلقة الثانية على دوس وماكنتوش في عام 1993. وبسبب عيوبه كبيرة، وغالبا ما يعتبر أمير بلاد فارس 3D السلسلة «فاشلة» من هذه السلسلة.

## وصلة خارجية
- أمير بلاد فارس 3D على موقع IMDb (الإنجليزية)

- أمير بلاد فارس 3D على موبي غيمز